# Buick Century
La Century è un'autovettura prodotta dalla Buick dal 1936 al 1942, dal 1954 al 1958 e dal 1973 al 2005. Dal 1930 al 1935 il modello fu noto come Serie 60. Dal 1936 al 1958 fu un modello full-size, mentre dal 1973 al 2005 appartenne alla categoria delle vetture mid-size con caratteristiche lussuose. In Giappone era denominata Buick Regal, dato che su questo mercato era già presente la quasi omonima Toyota Century, che deteneva già i diritti sul nome.
La Century fu il primo modello Buick a raggiungere le 100 mph di velocità (circa 161 km/h).

## La Serie 60: 1930–1935
Originariamente la Serie 60 aveva installato un motore a sei cilindri da 5.431 cm³ di cilindrata che erogava 99 CV di potenza a 2.800 giri. Possedeva, perlomeno all'inizio, un passo piuttosto lungo e quindi era il modello di punta della Buick. Nell'anno del debutto vennero fabbricati 38.180 esemplari.
Nel 1931 il passo fu ridotto e nell'occasione il modello venne dotato di un nuovo motore a otto cilindri in linea da 4.467 cm³ e 90 CV. Esteticamente la Serie 60 rimase pressoché inalterata e lo stesso fatto avvenne anche nell'anno successivo. Nel 1931 e nel 1932 furono prodotti in totale 55.135 esemplari.
Nel 1933 le dimensioni del corpo vettura aumentarono e la linea fu rivista. La potenza del motore crebbe a 97 CV. Anche nel 1934 l'estetica fu aggiornata. Nell'occasione il modello fu dotato di un nuovo motore da 4.557 cm³ e 100 CV. Nel 1935 il modello rimase pressoché immutato. Dal 1933 al 1935 della vettura ne furono prodotti 31.385 esemplari. Nel 1936 il modello mutò nome in "Century". 

## La prima serie: 1936–1942
Nel 1936 la Buick rinominò l'intera sua gamma per celebrare i miglioramenti tecnici e gli avanzamenti ingegneristici avvenuti negli anni precedenti, cercando di creare una sorta di discontinuità con le vetture prodotte fino al quel momento. Alla Serie 40 fu aggiunto il nome Special, alla Serie 80 fu addizionata la denominazione Roadmaster ed alla Serie 90 fu aggiunto il nome Limited. Alla Serie 60 fu addizionato, invece, il nome Century.
La combinazione di caratteristiche che portò alla Century prodotta dal 1936 al 1942 fu attuata mediante l'accoppiamento tra le compatte zone posteriori e centrali del corpo vettura delle Buick Special, con il lungo cofano motore delle Roadmaster. Quest'ultimo, infatti, era in grado di ospitare l'ingombrante motore ad otto cilindri in linea. Al contrario, la successiva Buick Super del 1940, che sarebbe derivata dalla Serie 50, avrebbe combinato il grande corpo vettura della Roadmaster con il più piccolo motore della Super. La Special aveva installato un motore in linea ad otto cilindri da 3,8 L di cilindrata e 93 CV di potenza a 3.200 giri al minuto, mentre le Century prodotte dal 1936 al 1942 avevano montato un propulsore da 5,2 L e 165 CV, facendo del modello la più veloce Buick dell'epoca, dato che raggiungeva la velocità massima di 95 mph (cioè circa 153 km/h). Per questo motivo venne definita la "hot rod del banchiere", dato che la tipologia di vetture citata veniva realizzata utilizzando parti di carrozzeria, e motori molto potenti, provenienti da altri modelli. Esse però risultavano delle autovetture pesantemente elaborate e tutt'altro che eleganti, e quindi poco consone alle abitudini di un personaggio distinto come può essere un direttore di banca. La Century, quindi, nata dall'accoppiamento tra più carrozzerie a cui era aggiunto un motore potente era, per certi versi, quasi paragonabile ad una hot rod, anche se possedeva delle caratteristiche molto più sobrie.
Il motore era installato anteriormente, mentre la trazione era posteriore. Era basata sul pianale B della General Motors.
Questa prima serie di Century venne tolta di produzione nel model year 1942. La produzione totale di questa prima generazione del modello ammontò a circa il 10% di tutte le Buick vendute nello stesso periodo.

## La seconda serie: 1954–1958
Nel 1954, la Buick reintrodusse la Century usando la stessa formula che usò per la serie precedente. Combinò quindi il piccolo e leggero corpo vetture della Special con un grande e potente motore V8 da 5,3 L di cilindrata. L'obbiettivo della Buick era quello di offrire un modello dalle prestazioni elevate. Nella gamma disponibile per questa serie di Century era disponibile anche la versione familiare, che era un corpo vettura non presente nell'offerta collegata alla generazione precedente.
Introdotta a metà del model year 1955, la Buick Century Riviera quattro porte, insieme alle Special Riviera quattro porte, alla Oldsmobile 98 Holiday quattro porte ed alla Oldsmobile 88 Holiday, furono i primi modelli hard-top quattro porte mai offerti.
Nel 1955 la polizia californiana ordinò un grande numero di Century berlina due porte. Questo corpo vettura non era però disponibile per il pubblico. Questa versione combinava la carrozzeria con il gruppo motopropulsore della Century. Broderick Crawford guidava una Century due porte berlina nella prima stagione della serie televisiva La pattuglia della strada. Nelle stagioni successive invece guidava, analogamente ai poliziotti californiani reali, una Century berlina quattro porte. Il servofreno era offerto tra gli optional e vennero introdotti gli pneumatici tubeless.
La Century continuò a rappresentare il modello Buick ad alte prestazioni, con la potenza erogata dal motore che crebbe a 200 CV nel 1954, a 236 CV nel 1955 e 255 CV nel 1956, ed infine a 300 CV nel 1957/1958 grazie ad una rialesatura del motore, la cui cilindrata crebbe a 6 L. Il 1958 fu l'ultimo anno di offerta della Century come modello full-size.
Nel 1956 il prezzo base della Century era di 2.963 dollari. Gli alzacristalli elettrici furono, sulle cabriolet, offerti tra l'equipaggiamento standard. Il cruscotto imbottito diventò opzionale.
Poiché la Century era considerata una "piccola Buick", il modello, dal 1957 al 1958, ebbe compresa nella gamma una versione familiare hard-top, la Century Caballero. Essa era però costosa ed ebbe uno scarso successo commerciale che portò all'abbandono, da parte della General Motors, dei progetti di assemblaggio di questi tipi di carrozzeria.
Il motore di questa di serie di Century era installato anteriormente, mentre la trazione era posteriore. Era basata sul pianale B della General Motors.
Nel 1959, la Buick cambiò il nome della Century in Invicta.

## La concept car del 1969
Nel 1969, la Buick creò la Century Cruiser, cioè una concept car che era contraddistinta da un design e da un equipaggiamento futuristici.

## La terza serie: 1973–1977
La Century tornò sui mercati nel 1973 come modello mid-size a trazione posteriore basato sul pianale A della General Motors. Quest'ultimo era condiviso con le Pontiac Grand Prix, Pontiac LeMans, Pontiac GTO, Pontiac Can Am, Pontiac Grand Am, e Oldsmobile Cutlass Supreme
Quando tutti i modelli intermedi General Motors vennero riprogettati nel 1973, la Century sostituì la Skylark. Da questo momento in poi, la Century diventò il perno della gamma bassa della Buick insieme alla nuova Regal. Questa terza serie della Century era disponibile con un motore V8 da 5,7 L di cilindrata erogante 150 CV di potenza se era installato un carburatore doppio corpo, e 175 CV se era montato un carburatore quadruplo corpo. Era offerto tra gli optional un propulsore V8 da 7,5 L e 250 CV.
Con la scomparsa della coupé Skylark dopo il 1972, la Century ne ereditò il pacchetto Gran Sport ad alte prestazioni. Mentre il motore da 7,5 L venne depotenziato a causa delle nuove leggi sulle emissioni inquinanti da poco approvate, le Century GS coupé prodotte dal 1973 al 1975 furono, per l'epoca, tra i modelli più potenti della loro categoria. Inoltre, per venire incontro alle nuove norme per il contenimento dei consumi dei motori conseguenti alla crisi energetica del 1973, alcuni modelli successivi di questa terza serie della Century furono equipaggiati da un motore V6 da 3,8 L.
Nel 1973 e nel 1974, fu offerto l'allestimento Luxus. Nel 1975, le vetture che erano dotate di questo allestimento che era posizionato al top di gamma vennero rinominate Century Custom. Sempre all'inizio del 1975, il motore da 3,8 L e 110 CV fu installato di serie, mentre il propulsore big-block da 7,5 L era disponibile solo sulle versioni familiari. Nel 1977, dopo l'uscita di scena di quest'ultimo, fu offerto, sulle familiari, un motore V8 Oldsmobile da 6,6 L. Con il restyling del 1976, la Century ebbe in dotazione dei fanali anteriori rettangolari ed una più alta e piatta calandra.
Dal 1975 al 1977, la Buick Special coupé entrò a far parte della gamma della Century, posizionandosi alla base della stessa. Chiamata "Century Special" nella letteratura Buick, il modello aveva in dotazione un corpo vettura fastback due porte ed era caratterizzato dall'avere uno speciale tetto tipo landau che ricopriva gran parte della superficie vetrata posteriore, e che forniva al modello un aspetto relativamente formale e di alto livello. I modelli del 1976 e del 1977 avevano un'unica mascherina in tinta con la carrozzeria.
Diversi esemplari di questa generazione di Century sono apparsi nella serie "Kojak", guidati da Telly Savalas e da altri membri del distretto di polizia.
Il motore di questa di serie di Century era installato anteriormente, mentre la trazione era posteriore. Questa terza serie era basata sul pianale A della General Motors, e venne assemblata a Flint ed a Framingham.

## La quarta serie: 1978–1981
Nel 1978, apparve sui mercati la quarta serie della Century. Di questa nuova generazione, furono disponibili le versioni fastback coupé ("aeroback"), berlina (con corpo vettura condiviso con la Oldsmobile Cutlass Salon) e familiare, che era dotata di una linea tradizionale. Questa quarta serie era più leggera, corta e stretta della generazione precedente. Per quanto riguarda i motori, erano installati di serie dei V6 a causa delle norme per il contenimento dei consumi ancora in vigore. Il propulsore base era un V6 Buick da 3,2 L di cilindrata, che fu introdotto specificatamente per la Century e la Regal. Il motore V6 da 3,8 L ed il V8 Chevrolet da 5 L erano disponibili tra gli "optional". I motori V8 Pontiac da 4,3 L e da 4,9 L sostituirono il propulsore Chevrolet nel 1979. Era disponibile anche un motore Diesel Oldsmobile da 5,7 L.
Uno dei più rari modelli dell'epoca fu la Century Turbo Coupe, che era mossa da un motore V6 sovralimentato da 3,8 L, il quale forniva prestazioni paragonabili a quelle dei modelli con propulsore V8, senza avere però gli elevati consumi di carburante di questi ultimi. La Century Turbo Coupe non fu popolare come la contemporanea Regal Turbo Sport Coupe. La produzione della Century Turbo Coupe fu di circa 2.500 esemplari.
Similmente all'analoga Cutlass Salon, la berlina fastback della Century non vendetta bene e fu rivista nel 1980, venendo dotata di una più classica carrozzeria a tre volumi. Nello stesso anno, la coupé "Limited" fu eliminata dall'offerta. Nel 1981 fu la volta della fastback coupé. Con l'introduzione della nuova serie della Century nel 1982, la berlina tre volumi e la familiare vennero trasferite nella gamma della Regal.
Il motore di questa quarta serie di Century era installato anteriormente, mentre la trazione era posteriore. Questa terza serie era basata sul pianale A della General Motors, e venne assemblata a Framingham. I cambi disponibili erano tre, due manuali ed uno automatico. Quelli manuali erano, rispettivamente, a tre e quattro rapporti, mentre la trasmissione automatica era a tre velocità.

## La quinta serie: 1982–1996

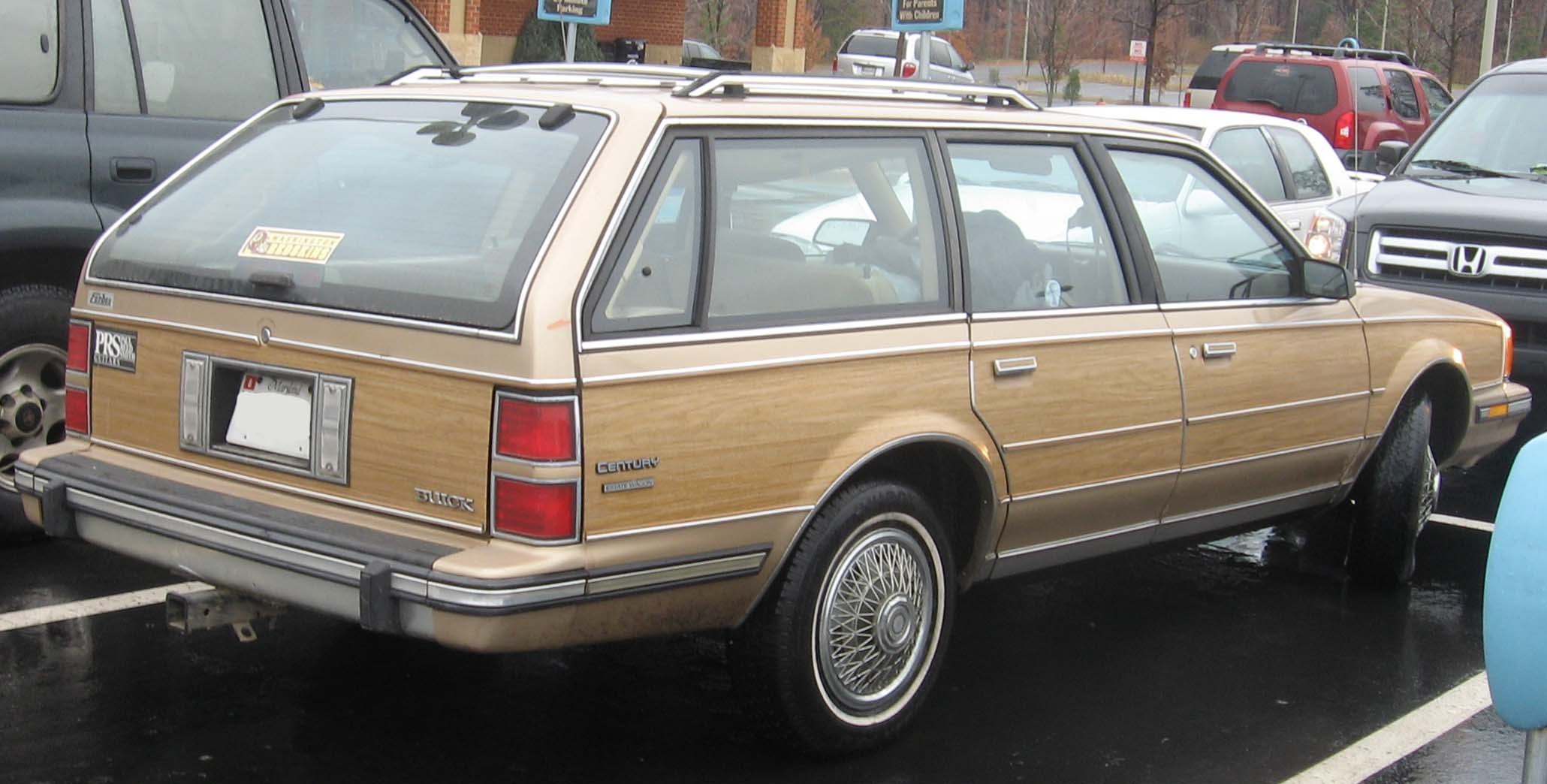
Buick Century familiare prodotta dal 1986 al 1988

Nel 1981 la Century venne sottoposta ad un profondo restyling. In occasione di questa rivisitazione, le dimensioni della vettura furono diminuite. Inoltre, la Century passò alla trazione anteriore, rimanendo però basata sulla piattaforma A. Inizialmente il modello fu offerto in versione berlina e coupé. Nel 1984 esse furono affiancate dalla versione familiare, che sostituì la Regal station wagon, da poco uscita di produzione. Sempre nel 1984, fu lanciata sul mercato una versione speciale della Century che commemorava i Giochi della XXIII Olimpiade, che si svolsero a Los Angeles nello stesso anno. Nel 1986, tutte le versioni vennero aggiornate; nell'occasione fu installato uno scudo paraurti anteriore più spigoloso.
Per questa nuova serie di Century, furono disponibili sia motori a quattro cilindri in linea che propulsori V6. Nessuno di essi, però, diventò popolare.
Vennero anche offerte, a metà degli anni ottanta, una versione speciale ad alte prestazioni che fu denominata T-Type. Con il motore V6 da 3 L che erogava 110 CV di potenza, la Century T-Type aveva prestazioni modeste, ma con il propulsore ad iniezione da 3,8 L che erogava 140-150 CV, il modello forniva ottime performance.
Nel 1985 e nel 1986, la Hess & Eisenhardt/Car Craft di Lima, Ohio, convertì 124 esemplari completi di Century coupé in modelli cabriolet. Sebbene queste vetture decappottabili fossero vendute in concessionari Buick, le conversioni della carrozzeria non furono mai autorizzate dalla casa automobilistica. Nel mercato giapponese la Buick non poteva utilizzare il nome "Century" poiché era già usato per la Toyota Century. Così, il modello venne venduto come "Buick Luxus". Più tardi, sempre in Giappone, la Century venne venduta come Buick Regal.

Una Buick Century berlina prodotta dal 1989 al 1990

La Century subì un restyling nel 1989 che dotò il modello di un tettuccio più arrotondato. Inserti in plastica nera con lo stemma a tre scudi della Buick sostituirono i piccoli finestrini posteriori. Il frontale ricevette nuovi fari a filo con la carrozzeria ed una calandra arrotondata, e lo stemma sulla sommità del cofano divenne di serie. Tutte le versioni berlina erano facilmente riconoscibili per i fari posteriori a tutta larghezza, una soluzione un po' stravagante per una berlina compatta (secondo gli standard statunitensi), ma che portò avanti la tradizione dei grandi fanali utilizzati sulle Buick. Nel 1991 furono invece rivisti gli interni.
Nel 1993 il motore a quattro cilindri in linea da 2,5 L di cilindrata venne sostituito da un propulsore con la stessa disposizione dei cilindri, ma da 2,2 L e 115 CV di potenza. Nel 1994, la coupé fu tolta dai listini a causa delle basse vendite (603 esemplari venduti nel 1993, che rappresentavano lo 0,5% delle vendite totali della Century) e tutti i modelli vennero dotati di airbag lato guidatore. Sempre nel 1994, il motore V6 da 3,3 L e 160 CV fu sostituito da un propulsore V6 da 3,1 L, che aveva la stessa potenza del precedente. La potenza del motore da 2,2 L crebbe a 120 CV grazie all'introduzione dell'iniezione multipoint. A metà del model year 1994 un tachimetro rotondo sostituì quello rettangolare, ma il cruscotto conservò lo stesso stile del 1982. I cambi disponibili furono il GM TH-125C automatico a tre rapporti, il GM 440-T4 automatico a quattro velocità ed il GM 4T60-E automatico a quattro rapporti.
In Giappone il modello era ancora commercializzato con il nome di "Buick Luxus" a causa della presenza sul mercato della Toyota Century. In Messico e Venezuela il modello era invece conosciuto come "Chevrolet Century".
Basata sul pianale A della General Motors, la vettura aveva il motore montato anteriormente. Questa serie di Century venne assemblata negli Stati Uniti a Oshawa, Oklahoma City, Framingham e Tarrytown. In Messico fu prodotta a Ramos Arizpe, mentre in Venezuela venne assemblata a Valencia.

### Motori
| Anni      | Motore                                                    | Potenza | Coppia  | Note                                      |
| --------- | --------------------------------------------------------- | ------- | ------- | ----------------------------------------- |
| 1982–1988 | Tech IV da 2,5 L di cilindrata, quattro cilindri in linea | 90 CV   | 182 N•m | disponibile anche nella versione da 92 CV |
| 1989–1992 | Tech IV da 2,5 L, quattro cilindri in linea               | 110 CV  | 183 N•m |                                           |
| 1993      | LN2 da 2,2 L, quattro cilindri in linea                   | 110 CV  | 176 N•m |                                           |
| 1994–1996 | LN2 da 2,2 L, quattro cilindri in linea                   | 120 CV  | 176 N•m |                                           |
| 1982–1985 | V6 da 3 L                                                 | 110 CV  | 197 N•m |                                           |
| 1982–1986 | LE2 da 2,8 L, V6                                          | 112 CV  | 183 N•m |                                           |
| 1986–1988 | LB6 da 2,8 L, V6                                          | 125 CV  | 217 N•m |                                           |
| 1989–1993 | LG7 da 3,3 L, V6                                          | 160 CV  | 251 N•m |                                           |
| 1994–1996 | L82 da 3,1 L, V6                                          | 160 CV  | 251 N•m |                                           |
| 1984–1985 | LG3 da 3,8 L, V6                                          | 125 CV  | 264 N•m | Iniezione multipoint                      |
| 1986–1988 | LG3 da 3,8 L, V6                                          | 150 CV  | 271 N•m |                                           |
| 1982–1985 | LT7 Diesel da 4,3 L, V6                                   | 85 CV   | 224 N•m |                                           |

## La sesta serie: 1997–2005

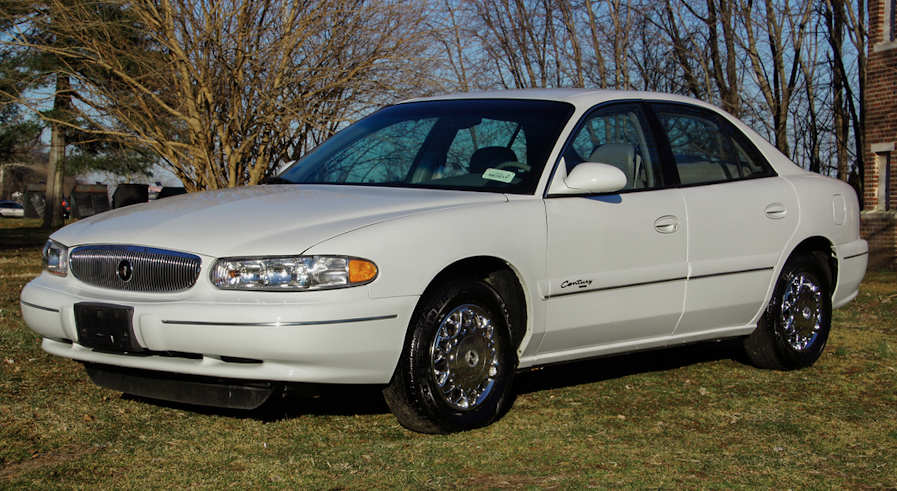
Una Buick Century Limited del 2000

Nel 1997, con il lancio della sesta serie, la Century fu riprogettata per l'ultima volta. L'unica carrozzeria disponibile fu quella berlina (la versione familiare venne eliminata per le basse vendite). Essa era costruita sul pianale W della General Motors a trazione anteriore. Gli allestimenti "Custom" e "Limited" vennero ereditati dalla serie precedente. Per questa generazione del modello, la Century e la Regal erano pressoché la stessa autovettura. Si distinguevano dalla configurazione dei sedili, dagli allestimenti e da differenze nella motorizzazione. In particolare, la Century possedeva un motore meno potente di quello della Regal, dato che aveva installato un V6 da 3,1 L di cilindrata. Inoltre, la Century poteva ospitare sei passeggeri ed era equipaggiata da dei sedili anteriori a divanetto con leva del cambio installata sul piantone dello sterzo, mentre la Regal poteva accogliere cinque passeggeri, ed era dotata di sedili singoli con leva del cambio sulla consolle. Dopo l'uscita di scena della Skylark nel 1998, la Century per la prima volta diventò il modello base della gamma Buick. Pertanto, la casa automobilistica cercò di posizionare la Century tra le berline di basso prezzo concorrenti con le omologhe vetture giapponesi come la Toyota Camry e la Honda Accord. Nel 2003, i livelli di allestimento vennero eliminati, lasciando solo quello base tra quelli disponibili. Inoltre, il nome "Century" applicato sulle porte venne eliminato. La scritta identificativa del modello compariva quindi solo sulla coda del veicolo. I cambi disponibili furono due, il 4T60-E automatico a quattro rapporti ed il 4T65-E automatico a quattro rapporti. Il motore era montato anteriormente, mentre la trazione era all’avantreno. È stata assemblata a Oshawa in Canada.
I cambiamenti applicati a questa serie durante gli anni in cui fu in commercio furono minimi. La nuova Buick LaCrosse sostituì sia la Century che la Regal nel 2005. Un'edizione limitata della Century con allestimento speciale fu prodotta come commiato per il modello.
L'ultima Century uscì dalle catene di montaggio il 24 ottobre 2004.

### Motori
- 1997–1999 L82 da 3,1 L, V6, 160 CV, 251 N•m;
- 2000–2005 LG8 da 3,1 L, V6, 175 CV, 264 N•m

## In Cina
Dal maggio 1999, la divisione cinese della General Motors ha prodotto una versione della Century per il mercato cinese. Queste vetture avevano nomi differenti: il modello base era denominato Buick New Century, mentre quelli di dimensione maggiore erano chiamati GL e GX. Più tardi vennero aggiunti alla gamma i modelli G e GS.